# Kloster Groenendael
Das Kloster Groenendael, auch Groenendaal, Gruenendale oder Viridivalle (niederländisch grünes Tal), ist ein ehemaliges Augustinerchorherren-Kloster (Stift) und liegt im Zonienwald südöstlich von Brüssel und gehört zur Gemeinde Hoeilaart.

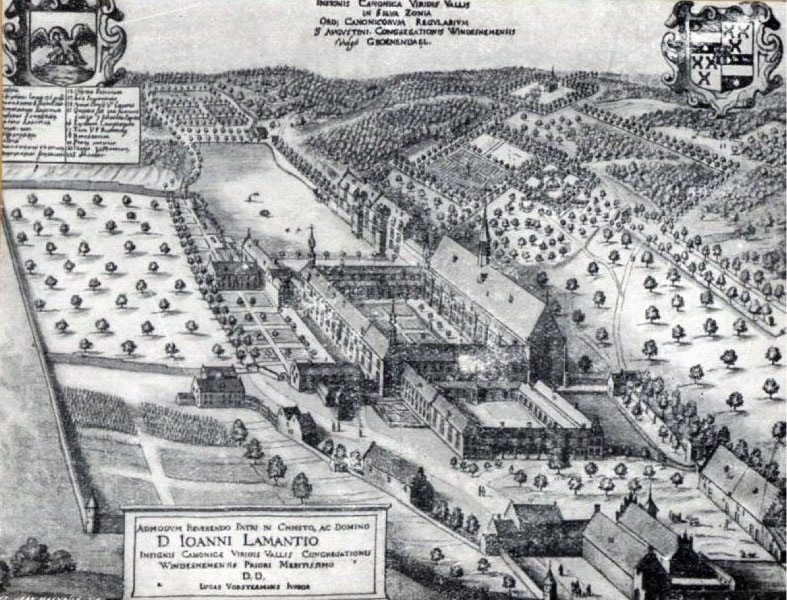
Lucas Vorstermans Junior: Kloster Groenendael zur Zeit des Priors Johannes Lamantius (Sanderus: Chorographie. Brüssel 1659)

## Geschichte
Johann II., Herzog von Brabant und Limburg, vermachte eines seiner Jagdschlösser einem Eremiten unter der Bedingung, dass es nach dessen Tod an eine andere gottesfürchtige Person übertragen werden sollte.
Drei Kanoniker, Jan van Ruusbroec, Jan Hinckaert und Frank van Coudenberg, verließen das Stift St. Michael und St. Gudula in Brüssel um 1343 und gründeten eine Klostergemeinschaft nach Augustinischer Regel. Ruusbroec wurde der erste Prior und van Coudenberg der erste Propst. Herzogin Johanna von Brabant vermachte dem Kloster Groenendael und anderen Gemeinschaften der Region große Mengen Waldland. Auch Johann III. und Wenzel I. wirkten aktiv an der Klostergründung mit. Eine Gemeinschaft von Benediktinerinnen lebte im Wald in unmittelbarer Nachbarschaft.
Das Kloster wurde im Verlauf des 14. Jahrhunderts vor allem aufgrund seines Priors bekannt, der zahlreiche geistliche Schriften in mittelniederländischer Sprache verfasste. Viele Menschen reisten zu Ort und nach Ruusbroecs Tod 1381 wurden seine Gebeine im Kloster aufbewahrt. Neben seinen Werken hatten auch die Texte Willem Jordaens, Jan van Leeuwens, Godeverd van Weveles und Jan van Schoonhovens großen Einfluss auf die Leserschaft spiritueller Texte in den Niederlanden.
Die Mönche lebten von den Erzeugnissen ihrer Besitzungen, vor allem vom Holzverkauf, aber auch von Nachlässen. Sie unterhielten zum Teil terrassierte Obst- und Gemüsegärten und eine Krippe. Ein Nekrolog listet die Brüder der Gemeinschaft und befindet sich heute in der Königlichen Bibliothek in Brüssel (KonBibl 557–59 und II 155).
Am 7. Mai 1413 wurde Groenendael in die Windesheimer Kongregation aufgenommen. Um- und Anbauten der Klostergebäude folgten in der zweiten Hälfte des 15. Jahrhunderts.

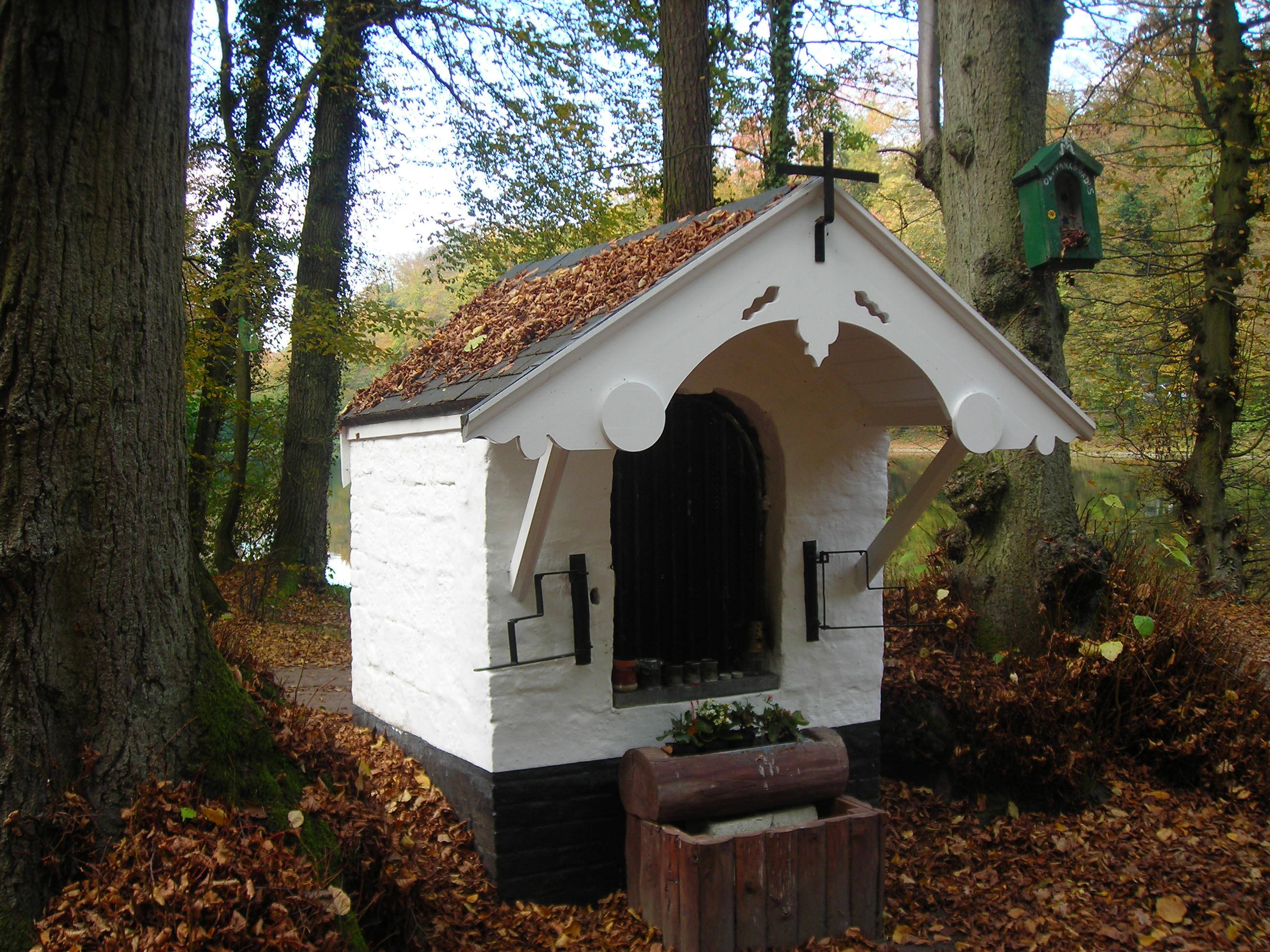
Kleine Kapelle nahe der ehemaligen Klostergebäude

1520 ließ Philipp von Kleve-Ravenstein einen Palast nahe der Konventsgebäude errichten, der von Karl V. des Öfteren als Jagdresidenz genutzt wurde. Die Infantin Isabella hielt sich hier ebenfalls häufig auf. Ein Festgelage soll Karl V., Philip II., Eleonore von Kastilien, Marie von Ungarn, Ferdinand I. von Österreich und dessen Frau sowie den einstigen König von Tunis, Mulay Hassan, zusammengebracht haben.
Die Kirche und Gebäude wurden 1787 an Joseph II. verkauft. Der Versuch des Rats von Brabant, das Kloster 1790 wiederzubeleben, scheiterte am Eintreffen der Franzosen.
Ruusbroecs Reliquien waren bis 1783 im Kloster verwahrt worden, wurden zunächst nach Brüssel überfuhrt, um der Zerstörung zu entgehen, und gingen daraufhin in den Wirren der Französischen Revolution verloren.

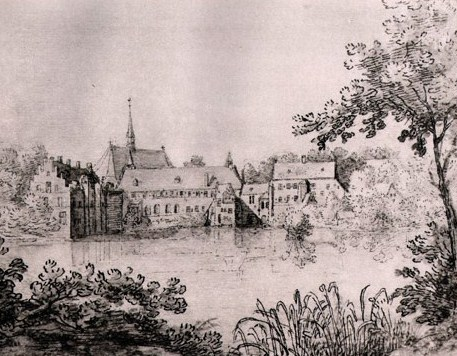
Kloster Groenendael, 1910

## Gebäude
Eine erste Kapelle mit zwei Altären wurde von den drei Kanonikern aus St. Gudula und dem Koch Jan van Affinghem erbaut und im März 1344 geweiht. Von 1356 stammt die erste Erwähnung der Gemeinschaft („Sancta Maria de Viridi Valle Cameracensis dyocesis“), die ein Marienpatrozinium belegt.
Das Haus des Priors wurde 1783 kurz Aufhebung der Gemeinschaft erbaut und 2009 restauriert.
Das Skriptorium wurde kurz nach 1435 erbaut, im 16. Jahrhundert aufgrund des Grundwasseranstiegs aufgeben und im Jahr 2005 wiedergefunden.
Die Wassermühle am Fluss, erbaut 1662, wurde in der zweiten Hälfte des 18. Jahrhunderts zu einem Wohnhaus.
Die Wäscherei aus dem Jahr 1743 wurde im 19. Jahrhundert in ein Forsthaus umfunktioniert. Die 1777 errichtete Scheune dient heute als Bosmuseum „Jan van Ruusbroec“ (Museum des Sonienwaldes).
Die verbliebenen Gebäude sind seit 1998 geschützt.